# Aglio rosso di Nubia
L'aglio rosso di Nubia, o aglio di Paceco o ancora aglio di Trapani, è una varietà di aglio, caratterizzata dall'intenso colore rosso porpora delle tuniche dei suoi bulbilli.
L'aglio rosso di Nubia, insieme alle denominazioni alternative di aglio di Paceco e aglio di Trapani sono stati ufficialmente inseriti nella lista dei prodotti agroalimentari tradizionali italiani (P.A.T) del Ministero delle politiche agricole alimentari e forestali (Mipaaf).

## Produzione
È coltivato a Nubia, frazione del comune di Paceco (provincia di Trapani), dove buona parte della produzione avviene all'interno della Riserva naturale integrale Saline di Trapani e Paceco. In minor misura, viene coltivato anche nei comuni limitrofi di Trapani, Erice, Buseto Palizzolo, Valderice, Marsala, Vita e Salemi.
La coltivazione avviene su terreni scuri, asciutti e argillosi, in rotazione con il "melone giallo" di Paceco (il cartucciaro), le fave e il grano duro, al fine di evitare lo sfruttamento eccessivo ed il conseguente impoverimento dei suoli. La semina si effettua tra dicembre e gennaio. La raccolta, nei mesi di maggio e giugno, ha luogo nelle ore serali e notturne, perché la maggiore umidità delle foglie agevola l'intrecciatura dei bulbi. Sempre allo stesso scopo, prima della raccolta viene asportata l'infiorescenza della pianta (in dialetto, spicuna).
Tradizionalmente viene confezionato in trecce molto grandi (fino a cento bulbi), destinate ad essere appese davanti ai balconi delle abitazioni.
Al 2011 le aziende produttrici sono 60, che coltivano una superficie di circa 320 ettari, con una resa media di 60 quintali per ettaro, ottenendo una produzione lorda vendibile di circa 1.800 tonnellate.

## Caratteristiche
Ha un bulbo costituito in media da dodici bulbilli, con le tuniche esterne di colore bianco e quelle dei bulbilli di colore rosso acceso.
Come risulta da analisi effettuate dalla Facoltà di Agraria dell'Università di Palermo, l'aglio rosso di Nubia ha un contenuto di allicina nettamente superiore alla media. Questo gli conferisce un sapore particolarmente intenso.

## Usi
Entra in alcune delle più importanti preparazioni tipiche della cucina trapanese: tra queste il cuscus di pesce, ma anche il pesto alla trapanese (in siciliano, "pasta cull'agghia", pasta all'aglio), a base di aglio pestato, basilico, mandorle, pomodoro e olio extra vergine di oliva.

## Tutela
È inserito, insieme all'aglio di Paceco e all'aglio di Trapani, tra i Prodotti agroalimentari tradizionali siciliani riconosciuti dal Ministero delle politiche agricole alimentari e forestali, su proposta della Regione Siciliana. L'associazione Slow Food ha attribuito all'aglio di Nubia uno dei suoi presidii nel 2002.
È in corso la procedura di concessione del marchio di Indicazione geografica protetta (IGP).